# Ubiti je lako
Ubiti je lako (izdan 1939.) je kriminalistički roman Agathe Christe

## Radnja
Umirovljeni policajac Luke Fitzwilliam nije mogao vjerovati neutemeljenim navodima gospođice Pinkerton, zanimljive starice koju je upoznao u vlaku za London kojim je putovala u Scotland Yard, kako višestruki ubojica djeluje u mirnom engleskom selu Wychwoodu - kao niti njezinoj tvrdnji da je lokalni liječnik sljedeći na redu. Svega nekoliko sati kasnije, gospođicu Pinkerton pregazio je automobil čiji je vozač pobjegao s mjesta nesreće. Puka slučajnost? I Luke je tako mislio... sve dok u The Timesu nije pročitao vijest o neočekivanoj smrti nikog drugog doli navedenog liječnika – dr. Humblebyja. 
Uz pomoć prijatelja Jimmyja, i pod krinkom pisca koji prikuplja građu za svoju novu knjigu, odlazi u Wychwood kako bi na licu mjesta istražio neobične događaje. 